# 阿塞拜疆副总统
阿塞拜疆副总统是阿塞拜疆共和国的备位元首，而总理是阿塞拜疆的政府首脑。阿塞拜疆现任总统为伊利哈姆·盖达尔·奥格雷·阿利耶夫。由于阿塞拜疆共和国施行总统共和制，宪法修正案通过以后，设立两名副总统；新设立阿塞拜疆第一副总统仅次于总统的第二号领导人。
1995年11月12日经全民公决通过的阿塞拜疆现行宪法规定，总统为国家元首、最高行政首脑和武装力量总司令，由全民直接选举产生，任期5年，连任不得超过两届。总统享有司法豁免权。2002年8月24日，经全民公决对宪法部分条款作出修改，修正案包括将总统当选的得票数由三分之二改为过半数，一旦总统不能履行职权，由议会议长改为总理代行总统职务。如果总统辞职或无行为能力，第一副总统将担任代理总统。在成立此职务之前，这些职责下放给总理，现在是第一副总统之后的第二位。副总统同总统一样，具有豁免权，不能在其任期内被逮捕，控告或判刑。要有资格担任副总统，条件之一必须是阿塞拜疆公民，拥有投票权，拥有大学学位，并且对其他国家没有责任亦不能拥有双重国籍。
2016年9月全民公投通过的宪法修正案。阿塞拜疆国民议会赋予该修正案规定设立两名副总统，并规定第一副总统为国家二号领导人。新设立的两名副总统职位由总统负责任免。此外，修正案的内容还包括，将总统每届任期由现在的5年延长至7年，赋予总统解散议会的权力。

## 历任第一副总统列表
| 序号                                  | 照片 | 姓名                     | 任期                 | 政党         |
| ------------------------------------- | ---- | ------------------------ | -------------------- | ------------ |
| 职位成立于2016年9月26日               |      |                          |                      |              |
| 空缺（2016年9月26日 - 2017年2月21日） |      |                          |                      |              |
| 1                                     |      | 梅赫里班·阿利耶娃 (现任) | 2017年2月21日 - 至今 | 新阿塞拜疆党 |